# نفيخ
النفيخ (بالفرنسية: Soufflé)‏ (نقحرة: السوفلي - سوفليه) هي كعكة خفيفة مكونة من صفار البيض وبياضه مخفوقين مع مكونات أخرى مختلفة، وتقدم طبقًا رئيسي أو حلوىً. وكلمة سوفليه (هي التصريف الثالث من الفعل souffler) والتي تعني «ينفخ» أو أكثر حرية في الانتفاخ، وهو وصف مناسب لما يحدث لهذا المزيج المكون من خليط محلبي مع بياض البيض.
يتكون كل نفيخ من عنصرين أساسيين:
- مزيج محلبي فرنسي أساسي / بنكهة القشدة أو (بوريه) هريس
- بياض البيض المضروب حتى يصبح (مَرَنغ) أي رغوة

يعطي صفار البيض النكهة للنفيخ بينما يعطيه البياض خاصية «الرفع». وعادة تضاف عدة نكهات لخليط النفيخ مثل الجبن والمربى والفاكهة، والتوت، والشوكولاته والموز والليمون (وتستخدم النكهات الثلات الأخيرة في صناعة الحلويات، وغالبا مع كمية كبيرة من السكر).
عندما يخرج النفيخ من الفرن، فلابد أن يكون منتفخا ورقيقا، وبشكل عام فإنه يهبط بعد 5 أو 10 دقائق (كما يحدث للعجين إذا انتفخ).
ويمكن خبز النفيخ في أواني ذات أشكال وأحجام متباينة، ولكن المتعارف عليه والتقليدي هو خبزه في اناء ramekin.. وتكون هذه الأواني متقاربة في الحجم، ولكنها أواني بيضاء زجاجية، وذات قاعدة مسطحة، وهي أيضا مصنوعة من الخزف الدائري وقاعدته غير ملساء وذات حدود خارجية محززة.
هناك عدة أنواع من النفيخ: أحدها هي نفيخ الآيس كريم حيث يحتوي على آيس كريم وقطع من الفاكهة أو صلصة حارة.
وهناك نوع مختلف كليا عن النفيخ المعتادة وهي نفيخ البطاطس، وهي شرائح من البطاطس المقلية والمنتفخة، تفدم تقليديا مع شريحة لحم شاتوبريان.

## المكونات
لعمل النفيخ بالشوكولاته نحتاج إلى المكونات التالية بمقادير تقريبية:
- 25 جرام من الزبدة غير المملحة، للتشحيم +الشوكولاته المبشورة ناعما + كريم معجنات
- معلقتين دقيق كبيرة + ملعقتين صغيرة من السكر الناعم + ½ ملعقة صغيرة من دقيق الذرة
- 1 صفار البيض المتوسط + 4ملاعق كبيرة من الحليب الابيض + 1 ملعقة كبيرة كريم مزدوج + 1 ملعقة كبيرة مسحوق الكاكاو
- لبياض البيض: 6 بيضات البيض المتوسطة.

## في الثقافة الشعبية
نظرا لأن النفيخ يميل إلى هبوط سطحه بسرعة بعد خروجه من الفرن، فكثيرا ما تعمد وسائل الإعلام إلى تصويره في المسلسلات والرسوم المتحركة وبرامج الأطفال والأفلام، فيقومون باحداث أصوات مرتفعة كنتيجة لهبوطه.

## معرض صور

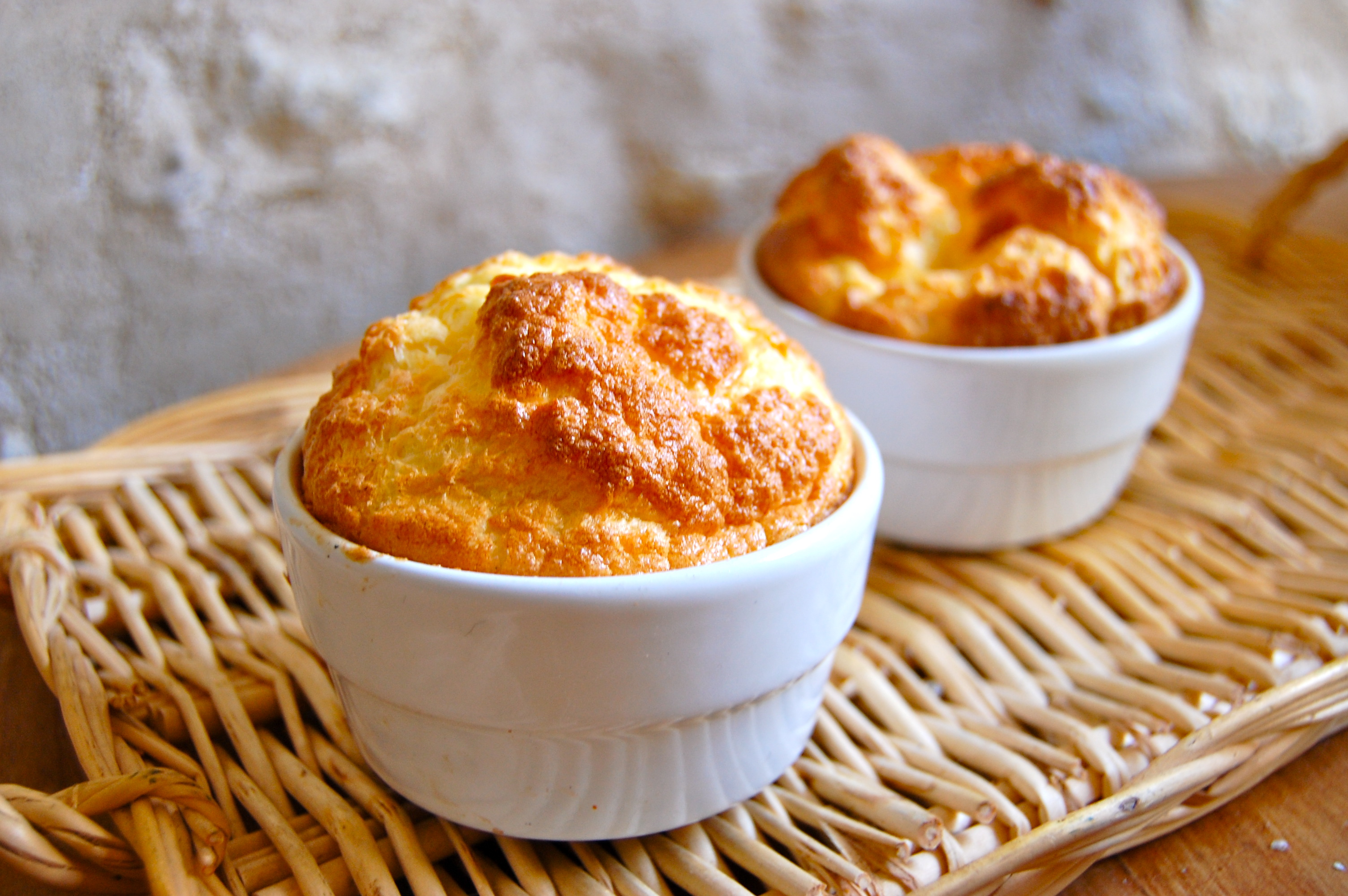
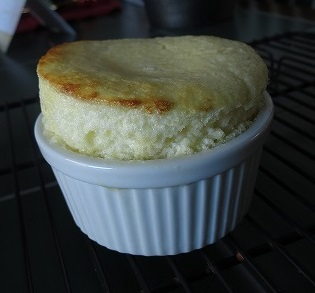
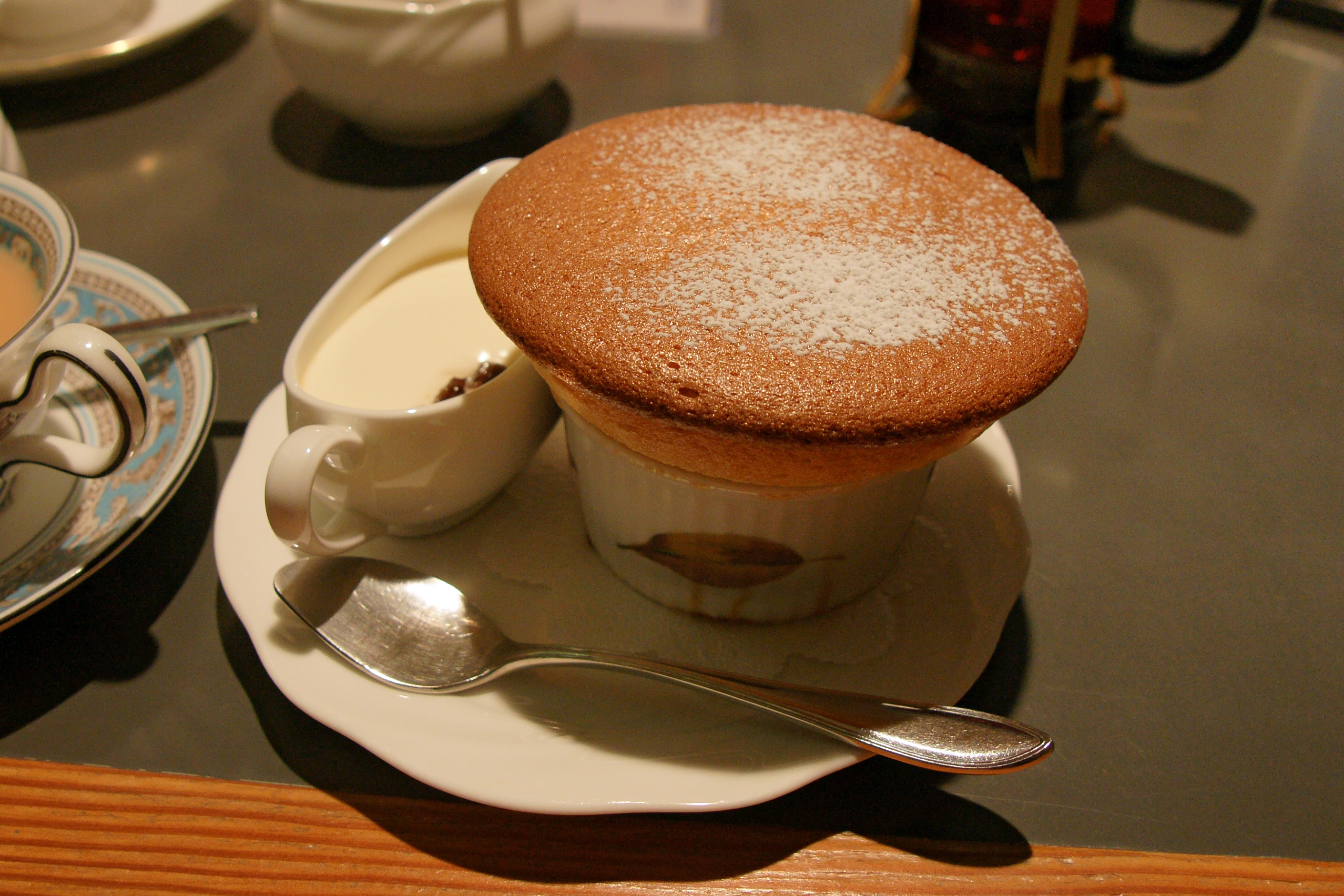
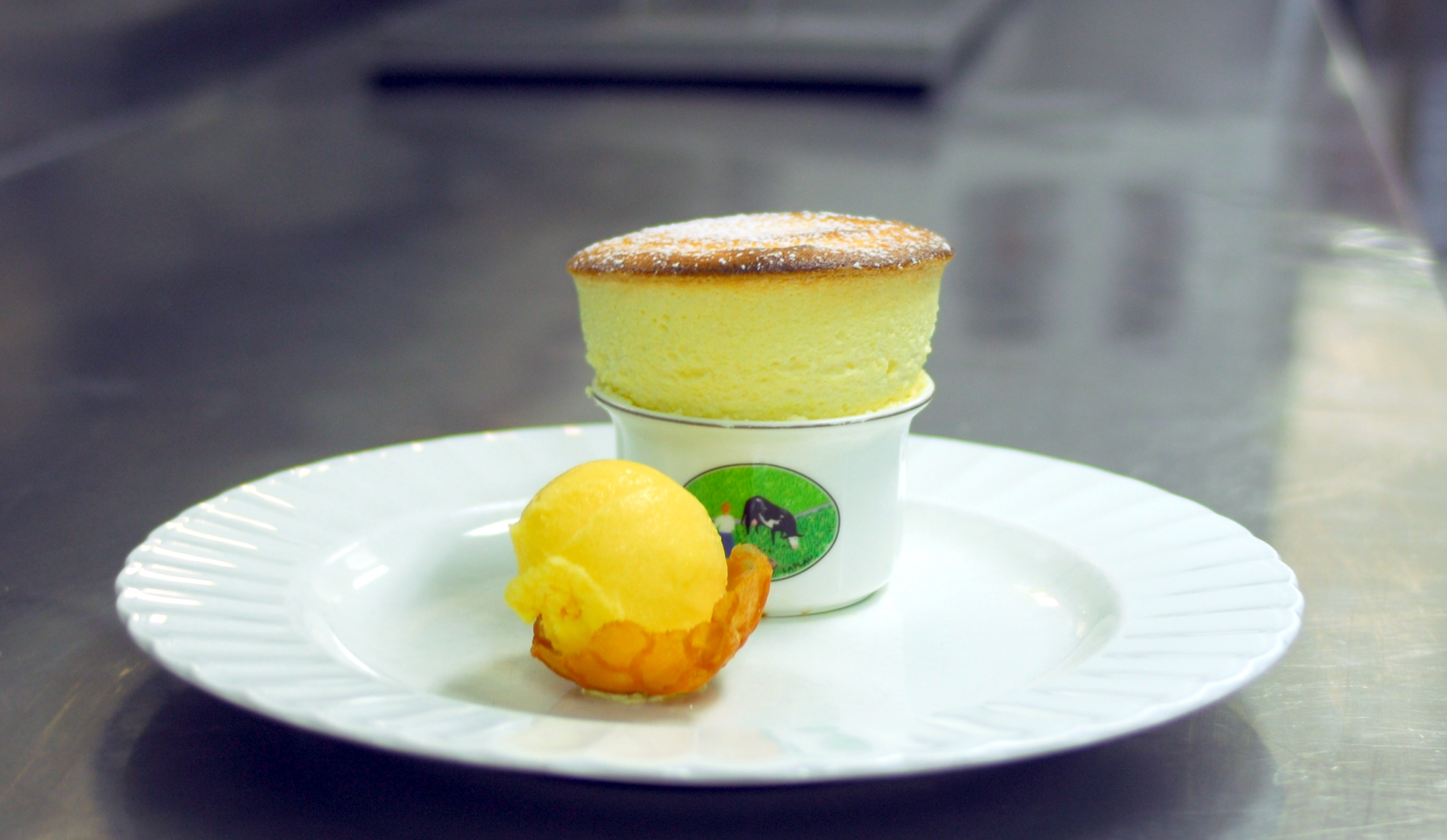

## وصلات خارجية
- بي بي سي: نفيخ الجبن
- بي بي سي: نفيخ الجبن للمبتدئين
- طهي للمهندسين: نفيخ الشوكولاته الداكنة
- تعريف كامل لـ Dufflet، مع شرح النفيخ البارد